# Space Invaders Extreme
Space Invaders Extreme è un remake aggiornato del classico per sale giochi Space Invaders. Questa versione è stata realizzata come tributo per il trentesimo anniversario di Space Invaders, che ha fatto il suo debutto sul mercato arcade nel 1978. Ha una colonna sonora in stile Electronic Dance Music.

## Modalità di gioco

### Singolo giocatore
Il giocatore prende il controllo del cannone che si trova sul fondo dello schermo, e che può muovere a destra e a sinistra, e se ne serve per sparare. Dall'alto dello schermo appaiono formazioni di alieni che devono essere eliminati dai colpi del cannone prima che tocchino il fondo dello schermo.

### Multiplayer
Due giocatori possono sfidarsi sfruttando la modalità Wi-Fi del Nintendo DS, oppure la connessione Internet.

### Sequel
Visto il grande successo ottenuto con questo titolo, la Taito ha sviluppato un sequel, intitolato Space Invaders Extreme 2. Il gioco sarà distribuito sempre per la console Nintendo DS.

## Collegamenti
- Sito ufficiale, su taito.com.
- (EN) Space Invaders Extreme, su MobyGames, Blue Flame Labs.
- Sito ufficiale giapponese, su taito.com.
- Sito ufficiale italiano, su spaceinvaders-game.co.uk. URL consultato il 17 marzo 2013 (archiviato dall'url originale il 4 marzo 2016).